# Irina Malguiná
Irina Anatólievna Malguiná –en ruso, Ирина Анатольевна Мальгина, de nacimiento Diachkova, Дьячко́ва– (Murmansk, 8 de junio de 1973) es una deportista rusa que compitió en biatlón.
Ganó una medalla de oro en el Campeonato Mundial de Biatlón de 2006 y diez medallas en el Campeonato Europeo de Biatlón entre los años 2002 y 2006.

## Palmarés internacional
| Campeonato Mundial | Campeonato Mundial      | Campeonato Mundial | Campeonato Mundial |
| Año                | Lugar                   | Medalla            | Prueba             |
| ------------------ | ----------------------- | ------------------ | ------------------ |
| 2006               | Pokljuka (Eslovenia)    | Medalla de oro     | Relevo mixto       |
| Campeonato Europeo |                         |                    |                    |
| Año                | Lugar                   | Medalla            | Prueba             |
| 2002               | Kontiolahti (Finlandia) | Medalla de oro     | Velocidad          |
| 2002               | Kontiolahti (Finlandia) | Medalla de oro     | Persecución        |
| 2002               | Kontiolahti (Finlandia) | Medalla de plata   | Individual         |
| 2002               | Kontiolahti (Finlandia) | Medalla de plata   | Relevos            |
| 2003               | Forni Avoltri (Italia)  | Medalla de oro     | Relevos            |
| 2004               | Minsk (Bielorrusia)     | Medalla de oro     | Relevos            |
| 2004               | Minsk (Bielorrusia)     | Medalla de bronce  | Velocidad          |
| 2005               | Novosibirsk (Rusia)     | Medalla de oro     | Relevos            |
| 2005               | Novosibirsk (Rusia)     | Medalla de plata   | Persecución        |
| 2006               | Langdorf (Alemania)     | Medalla de bronce  | Persecución        |